# 2014年夏季青年奥林匹克运动会混合国家代表团
2014年夏季青年奥林匹克运动会的28个大项中有17个大项设置了混合团体赛，其中包括由来自不同国家或地区奥林匹克委员会的运动员组成的混合国家队参加的国际混合团体赛。这些比赛中既有全部都由混合国家队参加的项目，也有兼有混合和非混合国家队参加的项目。混合国家队获得奖牌时升奥林匹克会旗而非国旗；获得金牌时奏奥林匹克会歌而非国歌。

## 背景
混合国家队的概念于2010年夏季青奥会首次引入。来自不同国家或地区的运动员组成一支队伍（常常是代表其大洲）参加比赛。这与早期奥林匹克运动会中的混合代表队形成了对比。

## 奖牌榜
下列奖牌榜列出了所有跨国组成混合国家队参赛而获得奖牌的国家或地区代表团。如果获奖牌队伍中有多个来自同一国家或地区的运动员，则只记一枚该奖牌。运动员在代表混合国家队参加比赛所获奖牌并不计入运动员所属代表团的奖牌数内。
| 排名 | 国家／地区        | 金牌 | 银牌 | 铜牌 | 總數 |
| ---- | ----------------- | ---- | ---- | ---- | ---- |
| 1    | 俄罗斯（RUS）     | 2    | 3    | 0    | 5    |
| 2    | 乌克兰（UKR）     | 2    | 1    | 3    | 6    |
| 3    | 法国（FRA）       | 2    | 1    | 2    | 5    |
| 4    | 英国（GBR）       | 2    | 1    | 1    | 4    |
| 5    | 德国（GER）       | 2    | 1    | 0    | 3    |
| 6    | 中国香港（HKG）   | 2    | 0    | 0    | 2    |
| 6    | 荷兰（NED）       | 2    | 0    | 0    | 2    |
| 6    | 葡萄牙（POR）     | 2    | 0    | 0    | 2    |
| 6    | （UZB）           | 2    | 0    | 0    | 2    |
| 10   | 匈牙利（HUN）     | 1    | 3    | 1    | 5    |
| 11   | 意大利（ITA）     | 1    | 2    | 3    | 6    |
| 12   | 阿根廷（ARG）     | 1    | 2    | 1    | 4    |
| 12   | 中国（CHN）       | 1    | 2    | 1    | 4    |
| 12   | 日本（JPN）       | 1    | 2    | 1    | 4    |
| 15   | 埃及（EGY）       | 1    | 2    | 0    | 3    |
| 15   | 墨西哥（MEX）     | 1    | 2    | 0    | 3    |
| 17   | （AUS）           | 1    | 1    | 3    | 5    |
| 18   | 韩国（KOR）       | 1    | 1    | 2    | 4    |
| 18   | 波兰（POL）       | 1    | 1    | 2    | 4    |
| 20   | 白俄罗斯（BLR）   | 1    | 1    | 0    | 2    |
| 20   | 马来西亚（MAS）   | 1    | 1    | 0    | 2    |
| 22   | 瑞典（SWE）       | 1    | 0    | 1    | 2    |
| 22   | 科摩罗（COM）     | 1    | 0    | 1    | 2    |
| 24   | 保加利亚（BUL）   | 1    | 0    | 0    | 1    |
| 24   | 丹麦（DEN）       | 1    | 0    | 0    | 1    |
| 24   | 爱尔兰（IRL）     | 1    | 0    | 0    | 1    |
| 24   | （IVB）           | 1    | 0    | 0    | 1    |
| 24   | 挪威（NOR）       | 1    | 0    | 0    | 1    |
| 24   | 菲律宾（PHI）     | 1    | 0    | 0    | 1    |
| 24   | 波多黎各（PUR）   | 1    | 0    | 0    | 1    |
| 24   | 罗马尼亚（ROU）   | 1    | 0    | 0    | 1    |
| 24   | 瑞士（SUI）       | 1    | 0    | 0    | 1    |
| 24   | 泰国（THA）       | 1    | 0    | 0    | 1    |
| 24   | 委内瑞拉（VEN）   | 1    | 0    | 0    | 1    |
| 35   | 中华台北（TPE）   | 0    | 2    | 1    | 3    |
| 36   | 巴西（BRA）       | 0    | 2    | 0    | 2    |
| 37   | 美国（USA）       | 0    | 1    | 2    | 3    |
| 38   | 乌拉圭（URU）     | 0    | 1    | 1    | 2    |
| 38   | 巴林（BRN）       | 0    | 1    | 1    | 2    |
| 38   | 西班牙（ESP）     | 0    | 1    | 1    | 2    |
| 41   | 布隆迪（BDI）     | 0    | 1    | 0    | 1    |
| 41   | 智利（CHI）       | 0    | 1    | 0    | 1    |
| 41   | （MNE）           | 0    | 1    | 0    | 1    |
| 41   | 巴拉圭（PAR）     | 0    | 1    | 0    | 1    |
| 41   | 新加坡（SIN）     | 0    | 1    | 0    | 1    |
| 41   | 塞尔维亚（SRB）   | 0    | 1    | 0    | 1    |
| 41   | 赞比亚（ZAM）     | 0    | 1    | 0    | 1    |
| 48   | 危地马拉（GUA）   | 0    | 0    | 2    | 2    |
| 48   | 拉脱维亚（LAT）   | 0    | 0    | 2    | 2    |
| 50   | 奥地利（AUT）     | 0    | 0    | 1    | 1    |
| 50   | 加拿大（CAN）     | 0    | 0    | 1    | 1    |
| 50   | 开曼群岛（CAY）   | 0    | 0    | 1    | 1    |
| 50   | 克罗地亚（CRO）   | 0    | 0    | 1    | 1    |
| 50   | 捷克（CZE）       | 0    | 0    | 1    | 1    |
| 50   | （DOM）           | 0    | 0    | 1    | 1    |
| 50   | 厄瓜多尔（ECU）   | 0    | 0    | 1    | 1    |
| 50   | 埃塞俄比亚（ETH） | 0    | 0    | 1    | 1    |
| 50   | 萨尔瓦多（ESA）   | 0    | 0    | 1    | 1    |
| 50   | 芬兰（FIN）       | 0    | 0    | 1    | 1    |
| 50   | 希腊（GRE）       | 0    | 0    | 1    | 1    |
| 50   | 以色列（ISR）     | 0    | 0    | 1    | 1    |
| 50   | 立陶宛（LTU）     | 0    | 0    | 1    | 1    |
| 50   | 卢森堡（LUX）     | 0    | 0    | 1    | 1    |
| 50   | 马尔代夫（MDV）   | 0    | 0    | 1    | 1    |
| 50   | 新西兰（NZL）     | 0    | 0    | 1    | 1    |
| 50   | 秘鲁（PER）       | 0    | 0    | 1    | 1    |
| 50   | 斯洛文尼亚（SLO） | 0    | 0    | 1    | 1    |
| 50   | 斯里兰卡（SRI）   | 0    | 0    | 1    | 1    |

## 射箭
| 項目              | 金牌                                                          | 银牌                                                                                  | 铜牌                                                            |
| 混合團體 （詳細） | 李佳蔓 · 中国（CHN） · 路易斯·加夫列尔·莫雷诺 · 菲律宾（PHI） | 钦蒂娅·弗赖瓦尔德 · 德国（GER） · 穆罕默德·扎里夫·沙赫尔·佐尔克佩利 · 马来西亚（MAS） | 埃里克·彼得斯 · 加拿大（CAN） · 米里娅姆·图奥科拉 · 芬兰（FIN） |

## 田径
| 項目              | 金牌 | 金牌    | 银牌 | 银牌    | 铜牌 | 铜牌    |
| 混合8×100公尺接力 | Team 034 · 混合国家（MIX） · 默滕·霍韦 · 德国（GER） · 达乌·巴卡尔·阿布巴卡尔 · 科摩罗（COM） · 特雷·威廉斯 · （AUS） · 威他瓦·吞差 · 泰国（THA） · 玛丽亚·西曼卡斯 · 委内瑞拉（VEN） · 塔季扬娜·布拉戈维申斯卡娅 · 俄罗斯（RUS） · 拉凯莎·阿什利·沃纳 · （IVB） · 伊万娜·特奥多拉·格奥尔基 · 罗马尼亚（ROU） | 1:40.20 | Team 038 · 混合国家（MIX） · 叶卡捷琳娜·阿列克谢耶娃 · 俄罗斯（RUS） · 亚历山大·马洛西洛夫 · 乌克兰（UKR） · 蕾切尔·佩斯 · （AUS） · 穆罕默德·萨阿德 · 巴林（BRN） · 钦妮·奥科伦克沃 · 美国（USA） · 阿梅代·马尼拉基扎 · 布隆迪（BDI） · 科拉莉·加萨马 · 法国（FRA） · 悉尼·西亚梅 · 赞比亚（ZAM） | 1:41.39 | Team 017 · 混合国家（MIX） · 萨曼莎·格迪斯 · （AUS） · 米哈埃拉·赫鲁巴 · 捷克（CZE） · 诺埃尔-阿曼·德尔塞罗·比拉尔塔 · 西班牙（ESP） · 马丁·尼古拉斯·卡斯塔尼亚雷斯·马里亚诺 · 乌拉圭（URU） · 沃格内·泽比西贝·西达莫 · 埃塞俄比亚（ETH） · 侯赛因·沙胡丹·法胡米 · 马尔代夫（MDV） · 达基琳娜·法蒂玛 · 科摩罗（COM） · 萨勒瓦·纳赛尔 · 巴林（BRN） | 1:43.60 |

## 羽毛球
| 項目              | 金牌                                                | 银牌                                              | 铜牌                                                 |
| 混合雙打 （詳細） | 詹俊為 · 马来西亚（MAS） · 吳芷柔 · 中国香港（HKG） | 常山幹太 · 日本（JPN） · 李佳馨 · 中华台北（TPE） | 萨钦·迪亚斯 · 斯里兰卡（SRI） · 何冰娇 · 中国（CHN） |

## 自行车
自行车比赛混合团体项目的获奖者均为国家代表团，因此此处留空。
| 项目                  | 金牌 | 银牌 | 铜牌 |
| 混合團體接力 （詳細） |      |      |      |

## 跳水
| 項目              | 金牌                                                                         | 银牌                                                       | 铜牌                                                                         |
| 混合團體 （詳細） | 2号队 · 亚历杭德拉·奥罗斯科·罗萨 · 墨西哥（MEX） · 丹尼尔·延森 · 挪威（NOR） | 4号队 · 吴圣平 · 中国（CHN） · 穆哈卜·庫爾迪 · 埃及（EGY） | 5号队 · 格拉西娅·莱登·马奥尼 · 美国（USA） · 佩雷普·特卡琴科 · 乌克兰（UKR） |

## 马术
| 項目                  | 金牌 | 银牌 | 铜牌 |
| 團體障礙超越 （詳細） | 歐洲 · 馬蒂亞斯·阿爾瓦羅 · 意大利（ITA） · 邁克爾·達菲 · 爱尔兰（IRL） · 傑克·塞韋爾 · 英国（GBR） · 菲利普·阿格倫 · 瑞典（SWE） · 莉薩·諾倫 · 荷兰（NED） | 南美洲 · 弗朗西斯科·塞拉芬·卡爾韋洛·馬丁內斯 · 乌拉圭（URU） · 安托萬·波特 · 智利（CHI） · 巴萊裡婭·瑪麗亞·希門尼斯·卡瓦列羅 · 巴拉圭（PAR） · 馬丁娜·坎皮 · 阿根廷（ARG） · 比安卡·德索薩·羅德裡格斯 · 巴西（BRA） | 北美洲 · 波莉·瑟普爾 · 开曼群岛（CAY） · 瑪卡蕾娜·奇裡沃加·格蘭哈 · 厄瓜多尔（ECU） · 薩布麗娜·裡韋拉·梅薩 · 萨尔瓦多（ESA） · 斯特凡妮·布蘭德 · 危地马拉（GUA） · 瑪麗亞·加芙列拉·布魯加爾 · （DOM） |

## 击剑
| 項目              | 金牌 | 银牌 | 铜牌 |
| 混合團體 （詳細） | 亞太隊1 · 錢其樞 · 中国香港（HKG） · 蔡俊彥 · 中国香港（HKG） · 江村美咲 · 日本（JPN） · 金東柱 · 韩国（KOR） · 李辛姬 · 韩国（KOR） · 宮脅花綸 · 日本（JPN） | 歐洲隊 1 · 埃斯泰加約什·帕特裡克 · 匈牙利（HUN） · 伊萬·伊利英 · 俄罗斯（RUS） · 瑪爾塔·馬爾季亞諾娃 · 俄罗斯（RUS） · 埃萊奧諾拉·德馬爾基 · 意大利（ITA） · 安傑伊·扎德科夫斯基 · 波兰（POL） · 阿林娜·莫謝伊科 · 俄罗斯（RUS） | 歐洲隊 2 · 基婭拉·克羅瓦裡 · 意大利（ITA） · 馬裡奧斯·亞庫馬托斯 · 希腊（GRE） · 利努斯·伊斯拉斯·弗呂加勒 · 瑞典（SWE） · 阿莎·林德 · 瑞典（SWE） · 昂蓋朗·羅歇 · 法国（FRA） · 安娜·希姆恰克 · 波兰（POL） |

## 高尔夫
高尔夫比赛混合团体项目的获奖者均为国家代表团，因此此处留空。
| 項目              | 金牌 | 银牌 | 铜牌 |
| 混合團體 （詳細） |      |      |      |

## 柔道
| 項目              | 金牌 | 银牌 | 铜牌 |
| 混合團體 （詳細） | Team Rouge · 摩根娜·杜謝納 · 法国（FRA） · 阿耶倫·埃利塞切 · 阿根廷（ARG） · 阿德裡安·甘迪亞 · 波多黎各（PUR） · 米哈伊爾·伊戈利尼科夫 · 俄罗斯（RUS） · 莉薩·米倫貝格 · 荷兰（NED） · 瑪麗亞·西德羅特 · 葡萄牙（POR） · 蘇赫羅布·圖爾蘇諾夫 · （UZB） | Team Geesink · 萊亞娜·科爾曼 · 巴西（BRA） · 內馬尼婭·邁多夫 · 塞尔维亚（SRB） · 季米特裡·明科夫 · 白俄罗斯（BLR） · 柳升桓 · 韩国（KOR） · 伊萬娜·舒涅維奇 · （MNE） · 阿納斯塔西婭·圖爾切娃 · 俄罗斯（RUS） · 王俞郡 · 中华台北（TPE） | Team Douillet · 古斯塔沃·巴西萊 · 阿根廷（ARG） · 馬爾科·布巴尼亞 · 奥地利（AUT） · 阿多尼斯·迪亞斯 · 美国（USA） · 柳德米拉·德羅茲多娃 · 乌克兰（UKR） · 李慧卿 · 韩国（KOR） · 布麗吉塔·瑪蒂奇 · 克罗地亚（CRO） · 彼得·邁爾斯 · 英国（GBR）                                  |
| 混合團體 （詳細） | Team Rouge · 摩根娜·杜謝納 · 法国（FRA） · 阿耶倫·埃利塞切 · 阿根廷（ARG） · 阿德裡安·甘迪亞 · 波多黎各（PUR） · 米哈伊爾·伊戈利尼科夫 · 俄罗斯（RUS） · 莉薩·米倫貝格 · 荷兰（NED） · 瑪麗亞·西德羅特 · 葡萄牙（POR） · 蘇赫羅布·圖爾蘇諾夫 · （UZB） | Team Geesink · 萊亞娜·科爾曼 · 巴西（BRA） · 內馬尼婭·邁多夫 · 塞尔维亚（SRB） · 季米特裡·明科夫 · 白俄罗斯（BLR） · 柳升桓 · 韩国（KOR） · 伊萬娜·舒涅維奇 · （MNE） · 阿納斯塔西婭·圖爾切娃 · 俄罗斯（RUS） · 王俞郡 · 中华台北（TPE） | Team Xian · 阿部一二三 · 日本（JPN） · 基婭拉·卡爾米努奇 · 意大利（ITA） · 娜奧米·德布呂納 · （AUS） · 若朗·弗洛裡蒙 · 法国（FRA） · 布裡莉特·加馬拉·卡瓦哈爾 · 秘鲁（PER） · 費利克斯·彭寧 · 卢森堡（LUX） · 馬魯莎·斯坦加爾 · 斯洛文尼亚（SLO） · 伊丹·瓦爾迪 · 以色列（ISR） |

## 现代五项
| 項目              | 金牌                                                                            | 银牌                                                                             | 铜牌                                                          |
| 混合接力 （詳細） | 13号队 · 玛丽亚·米盖斯·特谢拉 · 葡萄牙（POR） · 安东·库兹涅佐夫 · 乌克兰（UKR） | 9号队 · ZS·托特·安娜 · 匈牙利（HUN） · 里卡多·亚米尔·贝拉·雷耶斯 · 墨西哥（MEX） | 10号队 · 奥萝拉·托涅蒂 · 意大利（ITA） · 朴奇龙 · 韩国（KOR） |

## 射击
| 項目                            | 金牌                                                                | 银牌                                                                          | 铜牌                                                                |
| 混合團體10公尺空氣步槍 （詳細） | 哈迪爾·邁希馬爾 · 埃及（EGY） · 佩尼·伊什特萬 · 匈牙利（HUN）       | 費爾南達·魯索 · 阿根廷（ARG） · 何塞·桑托斯·巴爾德斯·馬丁內斯 · 墨西哥（MEX） | 維多利亞·蘇霍魯科娃 · 乌克兰（UKR） · 呂紹全 · 中华台北（TPE）      |
| 混合團體10公尺空氣手槍 （詳細） | 利迪婭·嫩切娃 · 保加利亚（BUL） · 弗拉基米爾·斯韋奇尼科夫 · （UZB） | 郑琇忆 · 新加坡（SIN） · 艾哈邁德·穆罕默德 · 埃及（EGY）                      | 阿加特·拉斯馬內 · 拉脱维亚（LAT） · 維爾馬·馬德裡 · 危地马拉（GUA） |

## 乒乓球
乒乓球比赛混合团体项目的获奖者均为国家代表团，因此此处留空。
| 项目              | 金牌 | 银牌 | 铜牌 |
| 混合團體 （詳細） |      |      |      |

## 网球
网球比赛男子双打项目所有获奖者以及女子双打银牌获得者均为国家代表团，因此这几处均留空。
| 項目              | 金牌                                                                    | 银牌                                          | 铜牌                                                                        |
| 男子雙打 （詳細） |                                                                         |                                               |                                                                             |
| 女子雙打 （詳細） | 安赫林娜·加里宁娜 · 乌克兰（UKR） · 伊琳娜·希曼诺维奇 · 白俄罗斯（BLR） |                                               | 耶蓮娜·奧斯塔佩柯 · 拉脱维亚（LAT） · 阿克维莱·帕拉津斯凯特 · 立陶宛（LTU） |
| 混合雙打 （詳細） | 伊尔·泰希曼 · 瑞士（SUI） · 扬·杰林斯基 · 波兰（POL）                   | 叶秋语 · 中国（CHN） · 山崎纯平 · 日本（JPN） | 施托拉尔·范妮 · 匈牙利（HUN） · 卡米尔·迈赫扎克 · 波兰（POL）               |

## 铁人三项
| 項目              | 金牌 | 银牌 | 铜牌 |
| 混合接力 （詳細） | 歐洲隊1 · 本·戴克斯特拉 · 英国（GBR） · 埃米爾·德勒烏蘭·漢森 · 丹麦（DEN） · 埃米莉·莫裡耶 · 法国（FRA） · 克裡斯廷·蘭維希 · 德国（GER） | 歐洲隊3 · 卡門·戈麥斯·科爾特斯 · 西班牙（ESP） · 萊赫曼·本采 · 匈牙利（HUN） · 沙恩·雷恩斯利 · 英国（GBR） · 朱利奧·索爾達蒂 · 意大利（ITA） | 大洋洲隊1 · 布裡塔妮·達頓 · （AUS） · 丹尼爾·霍伊 · 新西兰（NZL） · 伊麗莎白·斯坦納德 · 新西兰（NZL） · 傑克·范斯特克倫伯格 · （AUS） |